# Georg Mohr

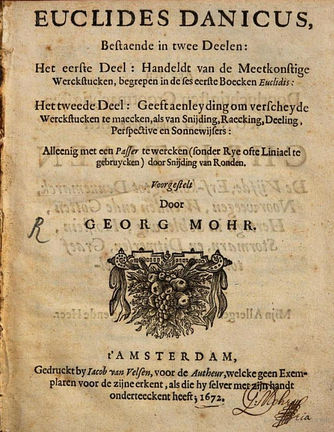
Georg Mohr - Euclides Danicus (Nederlandse editie)

Georg Mohr, voornaam oorspronkelijk Jørgen, (Kopenhagen, 1 april 1640 – Kieslingswalde (tegenwoordig Sławnikowice, Polen), 26 januari 1697) was een Deens wiskundige die bekend is van het eerste bewijs van de (mede) naar hem genoemde stelling van Mohr-Mascheroni.

## Biografie
Mohr werd geboren in Kopenhagen als zoon van de koopman David Mohrendal. Zijn bijdrage aan de meetkunde was het bewijs dat elke meetkundige constructie die kan worden uitgevoerd met passer en (ongemerkte) liniaal, ook mogelijk is met alleen een passer (passermeetkunde). In 1672 publiceerde hij dit bewijs in zijn boek Euclides Danicus (dat opgedragen was aan de koning van Denemarken). Het boek verscheen in het Deens en in het Nederlands.

Hoewel het boek was opgenomen in wiskundige bibliografieën, bleef het lang onopgemerkt (mogelijk doordat het niet in het Latijn was geschreven). De resultaten van de passermeetkunde werden toegeschreven aan de Italiaanse wiskundige Lorenzo Mascheroni, die honderdvijfentwintig jaar later (in 1797 dus), onafhankelijk van Mohr, eenzelfde bewijs leverde. Nadat in 1928 een van de studenten van Johannes Hjelmslev (1873-1950), hoogleraar meetkunde in Kopenhagen, het boek in een antiquariaat had ontdekt, bracht Hjelmslev het boek als facsimile uit (met een Duitse vertaling, en een voorwoord van hemzelf).
In 1673 publiceerde Mohr zijn tweede boek, Compendium Euclidis Curiosi. Van een derde boek, genoemd door de zoon van Mohr, Peter Georg Mohrendal, dat was getiteld Gegen-übung auf ein Mathematisch Tractätlein, werd het auteurschap in twijfel getrokken.
Naast zijn werk met betrekking tot de meetkunde heeft Mohr zich ook beziggehouden (in een briefwisseling o.a. met Leibniz) met een vereenvoudiging van de formule van Cardano.
Tijdens zijn veelvuldig verblijf in Nederland was Mohr bevriend geraakt met de filosoof en wiskundige Ehrenfried Walther von Tschirnhaus. Vanaf 1695 verbleef Mohr als diens gast in Kieslingswalde bij Görlitz. Daar overleed hij ook, op 57-jarige leeftijd.